# Circuito di Motegi
Il circuito di Motegi (pronuncia italiana "Moteghi") è un circuito giapponese costruito nel 1997 nelle vicinanze della città di Motegi.
È denominato ufficialmente Mobility Resort Motegi, in precedenza Twin Ring Motegi poiché all'interno della stessa struttura ospita due circuiti diversi, un ovale da 2.493 m e un percorso stradale da 4.801 m con 3 differenti configurazioni.
Costruito e di proprietà della Honda, dopo l'entrata della casa stessa nelle competizioni di questo tipo, ha ospitato dapprima la Champ Car, in seguito l'Indy Racing League, e attualmente la Super Formula e il Super GT giapponese. Oltre che per le gare di moto è conosciuto anche per aver ospitato nel 1998 una delle poche gare NASCAR disputate al di fuori dei confini degli Stati Uniti d'America.
Uno degli usi principali è per il motomondiale; vi si corre dal 1999. Dal 2000 al 2003 venne riconosciuto come Gran Premio motociclistico del Pacifico, nel 1999 e dal 2004 in poi è denominato Gran Premio motociclistico del Giappone.

## Vincitori nel motomondiale

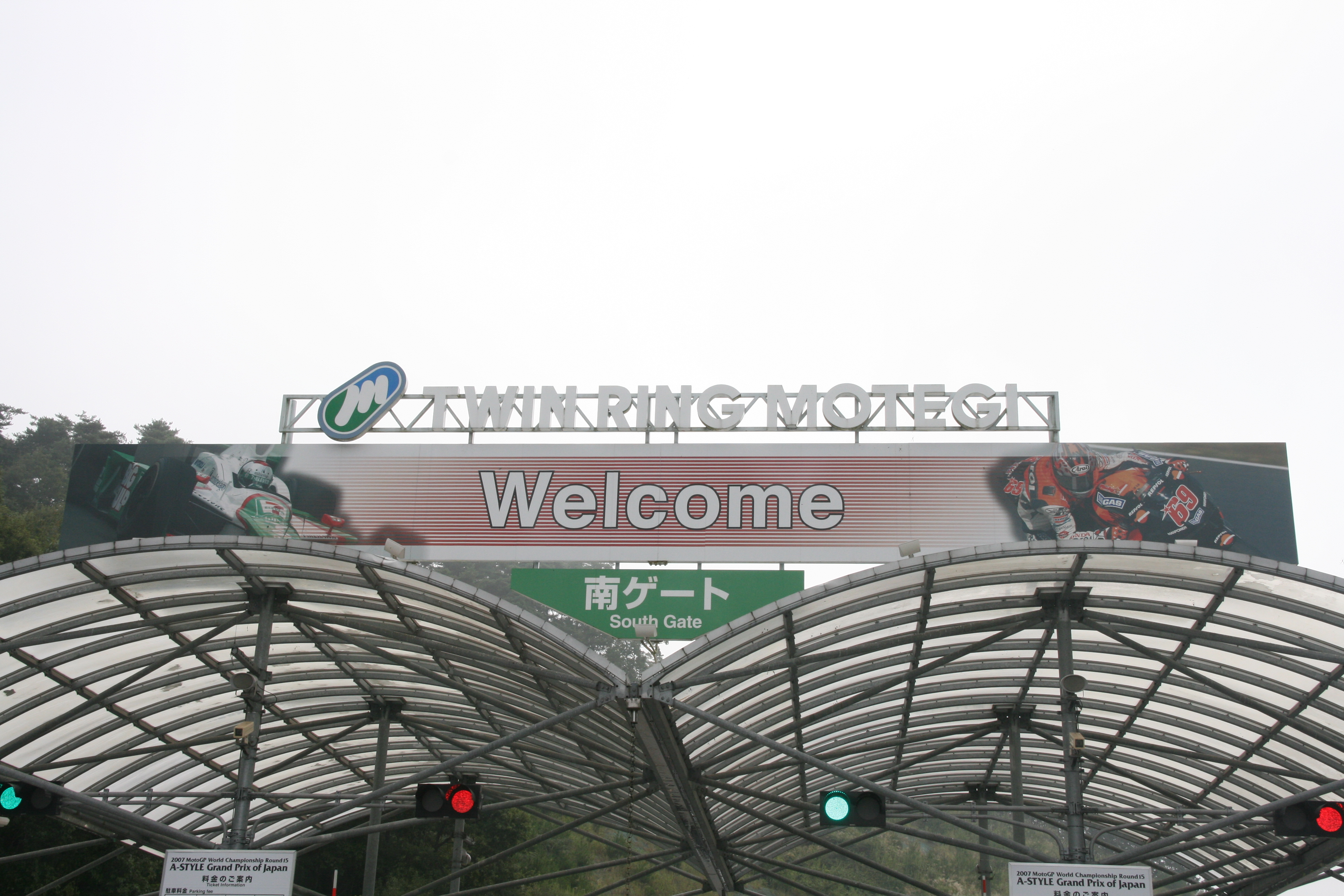
Ingresso del circuito

| Stagione | 500/MotoGP       | 250/Moto2         | 125/Moto3           |
| -------- | ---------------- | ----------------- | ------------------- |
| 1999     | Kenny Roberts Jr | Shinya Nakano     | Masao Azuma         |
| 2000     | Kenny Roberts Jr | Daijirō Katō      | Roberto Locatelli   |
| 2001     | Valentino Rossi  | Tetsuya Harada    | Youichi Ui          |
| 2002     | Alex Barros      | Toni Elías        | Daniel Pedrosa      |
| 2003     | Max Biaggi       | Toni Elías        | Héctor Barberá      |
| 2004     | Makoto Tamada    | Daniel Pedrosa    | Andrea Dovizioso    |
| 2005     | Loris Capirossi  | Hiroshi Aoyama    | Mika Kallio         |
| 2006     | Loris Capirossi  | Hiroshi Aoyama    | Mika Kallio         |
| 2007     | Loris Capirossi  | Mika Kallio       | Mattia Pasini       |
| 2008     | Valentino Rossi  | Marco Simoncelli  | Stefan Bradl        |
| 2009     | Jorge Lorenzo    | Álvaro Bautista   | Andrea Iannone      |
| 2010     | Casey Stoner     | Toni Elías        | Marc Márquez        |
| 2011     | Daniel Pedrosa   | Andrea Iannone    | Johann Zarco        |
| 2012     | Daniel Pedrosa   | Marc Márquez      | Danny Kent          |
| 2013     | Jorge Lorenzo    | Pol Espargaro     | Álex Márquez        |
| 2014     | Jorge Lorenzo    | Thomas Lüthi      | Álex Márquez        |
| 2015     | Daniel Pedrosa   | Johann Zarco      | Niccolò Antonelli   |
| 2016     | Marc Márquez     | Thomas Lüthi      | Enea Bastianini     |
| 2017     | Andrea Dovizioso | Álex Márquez      | Romano Fenati       |
| 2018     | Marc Márquez     | Francesco Bagnaia | Marco Bezzecchi     |
| 2019     | Marc Márquez     | Luca Marini       | Lorenzo Dalla Porta |
| 2022     | Jack Miller      | Ai Ogura          | Izan Guevara        |
| 2023     | Jorge Martín     | Somkiat Chantra   | Jaume Masiá         |

## Diverse configurazioni della pista

Circuito stradale e ovale
Circuito ovale
Circuito stradale combinato
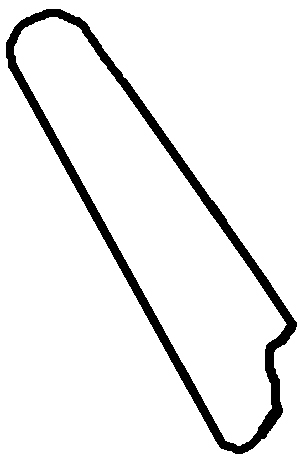
Circuito stradale ovest
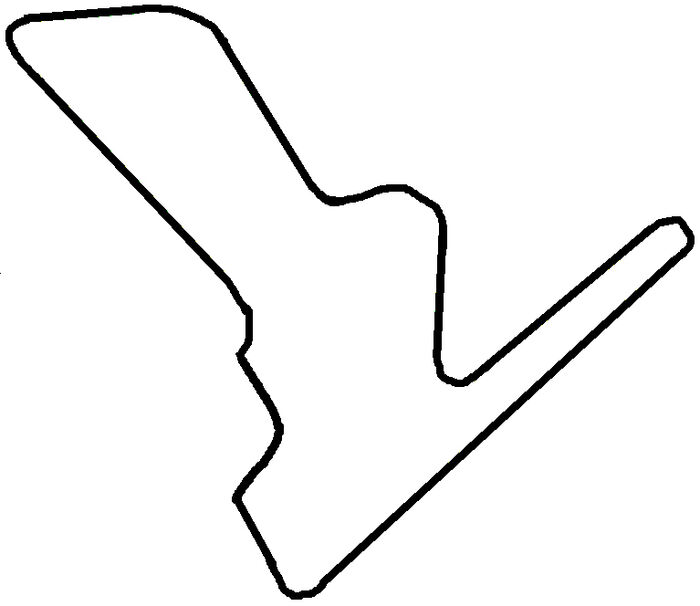
Circuito stradale est